# Caroline Series
Caroline Mary Series (Oxford, Reino Unido, 24 de marzo de 1951) es una matemática inglesa especializada en geometría hiperbólica, grupos kleinianos y sistemas dinámicos.

## Infancia y educación

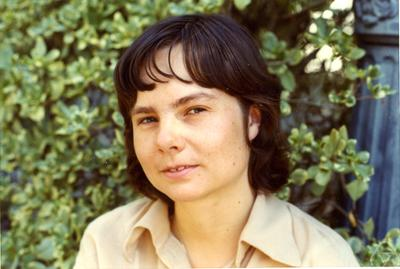
Caroline Series en 1976

Series nació el 24 de marzo de 1951 en Oxford, hija del físico George Series y su esposa Annette. Asistió al Oxford High School for Girls y desde 1969 estudió en el Somerville College de la Universidad de Oxford, donde fue entrevistada para su acceso por Anne Cobbe. Obtuvo un B.A. en Matemáticas en 1972, recibiendo además el Mathematical Prize de la universidad. Obtuvo también una Beca Kennedy y estudió en la Universidad Harvard desde 1972, obteniendo su doctorado en 1976, bajo la dirección de George Mackey y con el título Ergodicidad de grupos producto.

## Carrera e investigación
En 1976-77 fue profesora en la Universidad de California en Berkeley, y en 1977-78 fue research fellow del Newnham College de la Universidad de Cambridge. Desde 1978 estuvo en la Universidad de Warwick, primero como lecturer, desde 1987 como reader y a partir de 1992 como professor. Entre 1999 y 2004 fue Senior Research Fellow del Engineering and Physical Sciences Research Council (EPSRC) en la Universidad de Warwick.
En la década de 1970, Series encontró ilustraciones de la teoría de sistemas dinámicos de Rufus Bowen en la geometría de las fracciones continuas y en la geometría hiperbólica bidimensional, efecto de los grupos fuchsianos. Tras ello, investigó patrones geométricos similares, incluyendo fractales, en espacios hiperbólicos tridimensionales, con grupos de Klein como grupos de simetría. Las imágenes por computadora que obtuvo llevaron a un proyecto para un libro con David Mumford y David Wright, que llevó más de diez años. También fueron coautoras Linda Keen y Joan Birman.
Desde 2018, Series es presidenta de la London Mathematical Society.
Es también profesora emérita de matemáticas en la Universidad de Warwick.

### Publicaciones destacadas
- Con David Mumford y David Wright: Indra's Pearls. Cambridge University Press 2002.
- The geometry of Markoff Numbers. Mathematical Intelligencer Vol. 7, 1985, pp. 24–31.
- Noneuclidean Geometry, Continued Fractions and Ergodic Theory. Mathematical Intelligencer, Vol. 4, 1982, p. 24.
- Some Geometrical Models of Chaotic Dynamics. Proceedings Royal Society, A 413, 1987, p. 171.
- Con David Wright: Non euclidean geometry and Indra´s Pearls, Plus Magazine.
- Editora junto con T. Bedford y M. Keane: Ergodic Theory, Symbolic Dynamics and Hyperbolic Spaces, Oxford University Press 1991 (incluyendo el capítulo Geometric Methods of Symbolic Coding escrito por Series).

### Premios y reconocimientos
En 1987 obtuvo el Premio Whitehead de la London Mathematical Society. En 1992 obtuvo la Rouse Ball Lecture en Cambridge, y en 1986 fue ponente invitada en el Congreso Internacional de Matemáticos en Berkeley con la charla Symbolic Dynamics for Geodesic Flows. Entre 1990 y 2001 fue la editora de los Student Texts de la London Mathematical Society. En 1986 fue miembro fundador de European Women in Mathematics (EWM). En 2009 fue profesora visitante en la Universidad de Gotinga. Fue elegida fellow de la American Mathematical Society en su clase inaugural de 2013. Es también fellow honoraria del Somerville College.
- 1972-74: Beca Kennedy, Universidad Harvard.
- 1987: Premio Whitehead, London Mathematical Society.[6]
- 2014: Senior Anne Bennett Prize, London Mathematical Society.[7]
- 2016: Miembro de la Royal Society.[8]